# Список станций Дюссельдорфского скоростного трамвая

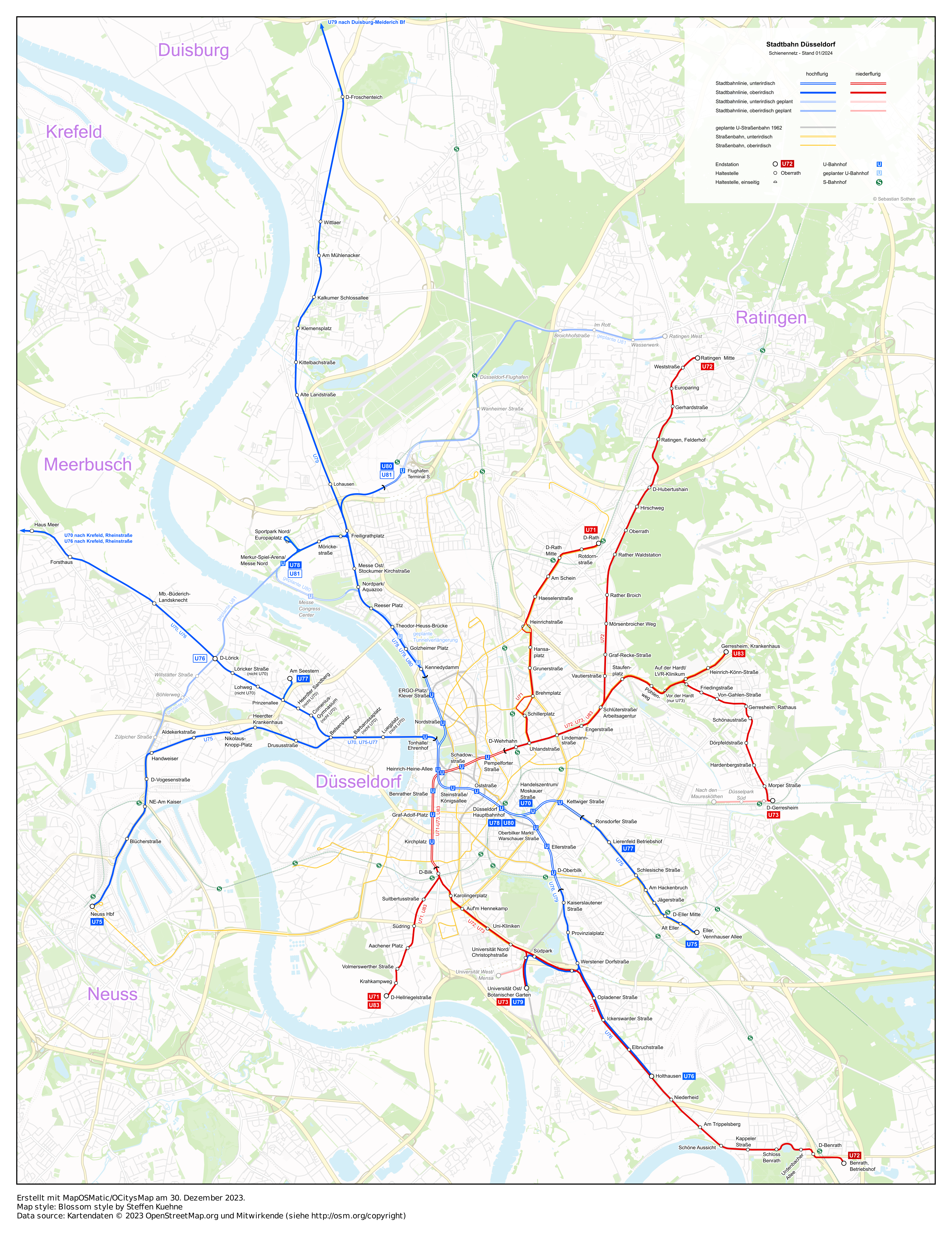
Карта метрополитена

Здесь представлен список станций Дюссельдорфского скоростного трамвая.

## Построенные станции

### Центральный участок (Хайнрих-Хайне-Аллее - Дюссельдорфский вокзал)
| Станция                  | Дата открытия | Маршруты                               | Тип       |
| ------------------------ | ------------- | -------------------------------------- | --------- |
| Хайнрих-Хайне-Аллее      | 7 мая 1988    | U70, U74, U75, U76, U77, U78, U79, U80 | подземная |
| Штайнштрассе/Кёнигсаллее | 7 мая 1988    | U70, U74, U75, U76, U77, U78, U79, U80 | подземная |
| Остштрассе               | 7 мая 1988    | U70, U74, U75, U76, U77, U78, U79, U80 | подземная |
| Дюссельдорфский вокзал   | 7 мая 1988    | U70, U74, U75, U76, U77, U78, U79, U80 | подземная |

### Участок Дюссельдорфский вокзал - Веннхаузер Аллее (U75)
| Станция                         | Дата открытия    | Тип       |
| ------------------------------- | ---------------- | --------- |
| Ханделсцентрум/Москауер штрассе | 26 сентября 1993 | подземная |
| Кеттвигер штрассе               | 26 сентября 1993 | подземная |
| Ронсдольфер штрассе             | 26 сентября 1993 | наземная  |
| Лиренфелд Бетриебсхоф           | 26 сентября 1993 | наземная  |
| Хлесише штрассе                 | 26 сентября 1993 | наземная  |
| Хаккенбрух                      | 26 сентября 1993 | наземная  |
| Егерштрассе                     | 26 сентября 1993 | наземная  |
| Дюссельдорф - Эллер Митте       | 26 сентября 1993 | наземная  |
| Алт Эллер                       | 26 сентября 1993 | наземная  |
| Веннхаузер Аллее                | 26 сентября 1993 | наземная  |